# 锡沃施泰特
锡沃施泰特是德国石勒苏益格－荷尔斯泰因州的一个市镇。总面积31.01平方公里，总人口1655人，其中男性843人，女性812人（2011年12月31日），人口密度53人/平方公里。